# Équipe d'Argentine de football à la Coupe du monde 2014
Cet article relate le parcours de l'équipe d'Argentine de football lors de la Coupe du monde de football 2014 organisée au Brésil du 12 juin au 13 juillet 2014.

## Effectif
Voici la liste définitive des 23 joueurs argentins.
| Numéro / Nom       | Numéro / Nom       | Club                | Date de naissance | J.              | Buts            |                 |                 |                 |
| Gardiens de but    | Gardiens de but    | Gardiens de but     | Gardiens de but   | Gardiens de but | Gardiens de but | Gardiens de but | Gardiens de but | Gardiens de but |
| ------------------ | ------------------ | ------------------- | ----------------- | --------------- | --------------- | --------------- | --------------- | --------------- |
| 1                  | Sergio Romero      | AS Monaco           | 22.02.1987        | 7               | 0               | 0               | 0               | 0               |
| 21                 | Mariano Andújar    | Catane              | 30.07.1983        | 0               | 0               | 0               | 0               | 0               |
| 12                 | Agustín Orión      | Boca Juniors        | 26.06.1981        | 0               | 0               | 0               | 0               | 0               |
| Défenseurs         |                    |                     |                   |                 |                 |                 |                 |                 |
| 15                 | Martín Demichelis  | Manchester City     | 20.12.1980        | 3               | 0               | 1               | 0               | 0               |
| 4                  | Pablo Zabaleta     | Manchester City     | 16.01.1985        | 7               | 0               | 0               | 0               | 0               |
| 17                 | Federico Fernández | SSC Naples          | 21.02.1989        | 4               | 0               | 0               | 0               | 0               |
| 16                 | Marcos Rojo        | Sporting Portugal   | 20.03.1990        | 6               | 1               | 2               | 0               | 0               |
| 2                  | Ezequiel Garay     | Benfica Lisbonne    | 10.10.1986        | 7               | 0               | 1               | 0               | 0               |
| 3                  | Hugo Campagnaro    | Inter Milan         | 27.06.1980        | 1               | 0               | 0               | 0               | 0               |
| 23                 | José María Basanta | CF Monterrey        | 03.04.1984        | 2               | 0               | 0               | 0               | 0               |
| Milieux de terrain |                    |                     |                   |                 |                 |                 |                 |                 |
| 8                  | Enzo Pérez         | Benfica Lisbonne    | 22.02.1986        | 3               | 0               | 0               | 0               | 0               |
| 14                 | Javier Mascherano  | FC Barcelone        | 08.06.1984        | 6               | 0               | 1               | 0               | 0               |
| 11                 | Maxi Rodríguez     | Newell's Old Boys   | 02.01.1981        | 2               | 0               | 0               | 0               | 0               |
| 5                  | Fernando Gago      | Boca Juniors        | 10.04.1986        | 6               | 0               | 0               | 0               | 0               |
| 6                  | Lucas Biglia       | Lazio Rome          | 30.01.1986        | 7               | 0               | 1               | 0               | 0               |
| 13                 | Augusto Fernández  | Celta Vigo          | 10.04.1986        | 0               | 0               | 0               | 0               | 0               |
| 19                 | Ricardo Álvarez    | Inter Milan         | 12.04.1988        | 1               | 0               | 0               | 0               | 0               |
| Attaquants         |                    |                     |                   |                 |                 |                 |                 |                 |
| 10                 | Lionel Messi       | FC Barcelone        | 24.06.1987        | 7               | 4               | 0               | 0               | 0               |
| 20                 | Sergio Agüero      | Manchester City     | 02.06.1988        | 5               | 0               | 1               | 0               | 0               |
| 7                  | Ángel Di María     | Real Madrid         | 14.02.1988        | 5               | 1               | 1               | 0               | 0               |
| 9                  | Gonzalo Higuaín    | SSC Naples          | 10.12.1987        | 7               | 1               | 0               | 0               | 0               |
| 22                 | Ezequiel Lavezzi   | Paris Saint-Germain | 03.05.1985        | 6               | 0               | 0               | 0               | 0               |
| 18                 | Rodrigo Palacio    | Inter Milan         | 05.02.1982        | 5               | 0               | 0               | 0               | 0               |
| Sélectionneur      |                    |                     |                   |                 |                 |                 |                 |                 |
|                    | Alejandro Sabella  |                     | 05.11.1954        |                 |                 |                 |                 |                 |

## Qualifications
| Rang | Équipe    | Pts | J  | G | N | P  | Bp | Bc | Diff |  | Résultats (▼ dom., ► ext.) |     |     |     |     |     |     |     |     |     |
| ---- | --------- | --- | -- | - | - | -- | -- | -- | ---- |  | -------------------------- | --- | --- | --- | --- | --- | --- | --- | --- | --- |
| 1    | Argentine | 32  | 16 | 9 | 5 | 2  | 35 | 15 | +20  |  | Argentine                  |     | 0-0 | 4-1 | 4-0 | 3-0 | 3-0 | 3-1 | 1-1 | 3-1 |
| 2    | Colombie  | 30  | 16 | 9 | 3 | 4  | 27 | 13 | +14  |  | Colombie                   | 1-2 |     | 3-3 | 1-0 | 4-0 | 1-1 | 2-0 | 5-0 | 2-0 |
| 3    | Chili     | 28  | 16 | 9 | 1 | 6  | 29 | 25 | +4   |  | Chili                      | 1-2 | 1-3 |     | 2-1 | 2-0 | 3-0 | 4-2 | 3-1 | 2-0 |
| 4    | Équateur  | 25  | 16 | 7 | 4 | 5  | 20 | 16 | +4   |  | Équateur                   | 1-1 | 1-0 | 3-1 |     | 1-0 | 2-0 | 2-0 | 1-0 | 4-1 |
| 5    | Uruguay   | 25  | 16 | 7 | 4 | 5  | 25 | 25 | 0    |  | Uruguay                    | 3-2 | 2-0 | 4-0 | 1-1 |     | 1-1 | 4-2 | 4-2 | 1-1 |
| 6    | Venezuela | 20  | 16 | 5 | 5 | 6  | 14 | 20 | -6   |  | Venezuela                  | 1-0 | 1-0 | 0-2 | 1-1 | 0-1 |     | 3-2 | 1-0 | 1-1 |
| 7    | Pérou     | 15  | 16 | 4 | 3 | 9  | 17 | 26 | -9   |  | Pérou                      | 1-1 | 0-1 | 1-0 | 1-0 | 1-2 | 2-1 |     | 1-1 | 2-0 |
| 8    | Bolivie   | 12  | 16 | 2 | 6 | 8  | 17 | 30 | -13  |  | Bolivie                    | 1-1 | 1-2 | 0-2 | 1-1 | 4-1 | 1-1 | 1-1 |     | 3-1 |
| 9    | Paraguay  | 12  | 16 | 3 | 3 | 10 | 17 | 31 | -14  |  | Paraguay                   | 2-5 | 1-2 | 1-2 | 2-1 | 1-1 | 0-2 | 1-0 | 4-0 |     |

## Coupe du monde

### Premier tour - Groupe F
|   | Équipe             | Pts | J | G | N | P | Bp | Bc | Diff |
| 1 | Argentine          | 9   | 3 | 3 | 0 | 0 | 6  | 3  | 3    |
| 2 | Nigeria            | 4   | 3 | 1 | 1 | 1 | 3  | 3  | 0    |
| 3 | Bosnie-Herzégovine | 3   | 3 | 1 | 0 | 2 | 4  | 4  | 0    |
| 4 | Iran               | 1   | 3 | 0 | 1 | 2 | 1  | 4  | -3   |

| J 1 | 15 juin 2014 | Argentine          | 2 - 1 | Bosnie-Herzégovine |
| J 1 | 16 juin 2014 | Iran               | 0 - 0 | Nigeria            |
| J 2 | 21 juin 2014 | Argentine          | 1 - 0 | Iran               |
| J 2 | 21 juin 2014 | Nigeria            | 1 - 0 | Bosnie-Herzégovine |
| J 3 | 25 juin 2014 | Nigeria            | 2 - 3 | Argentine          |
| J 3 | 25 juin 2014 | Bosnie-Herzégovine | 3 - 1 | Iran               |

#### Argentine - Bosnie-Herzégovine
| Match 11                                                 | Argentine                                  | 2 - 1   | Bosnie-Herzégovine | Stade Maracanã, Rio de Janeiro                                      |                                                                     |
| 15 juin 2014 · 19:00 (UTC-3) · Historique des rencontres | Sead Kolašinac 3e (csc) · Lionel Messi 65e | (1 - 0) | 85e Vedad Ibišević | Spectateurs : 74 738 · Arbitrage : Joel Aguilar · Photos du match · | Spectateurs : 74 738 · Arbitrage : Joel Aguilar · Photos du match · |
| 15 juin 2014 · 19:00 (UTC-3) · Historique des rencontres | Rapport                                    |         |                    | Spectateurs : 74 738 · Arbitrage : Joel Aguilar · Photos du match · | Spectateurs : 74 738 · Arbitrage : Joel Aguilar · Photos du match · |

| Argentine | Bosnie-Herzégovine |

| ARGENTINE :       |    |                    |  |     |     |
|                   |    |                    |  |     |     |
| Gardien de but    | 1  | Sergio Romero      |  |     |     |
|                   | 2  | Ezequiel Garay     |  |     |     |
|                   | 3  | Hugo Campagnaro    |  | 46e |     |
|                   | 4  | Pablo Zabaleta     |  |     |     |
|                   | 7  | Ángel Di María     |  |     |     |
|                   | 10 | Lionel Messi       |  |     |     |
|                   | 11 | Maxi Rodríguez     |  | 46e |     |
|                   | 14 | Javier Mascherano  |  |     |     |
|                   | 16 | Marcos Rojo        |  |     | 25e |
|                   | 17 | Federico Fernández |  |     |     |
|                   | 20 | Sergio Agüero      |  | 87e |     |
| Remplaçants :     |    |                    |  |     |     |
|                   | 9  | Gonzalo Higuaín    |  | 46e |     |
|                   | 5  | Fernando Gago      |  | 46e |     |
|                   | 6  | Lucas Biglia       |  | 87e |     |
| Sélectionneur :   |    |                    |  |     |     |
| Alejandro Sabella |    |                    |  |     |     |

| BOSNIE-HERZÉGOVINE : |    |                    |  |     |     |
|                      |    |                    |  |     |     |
| Gardien de but       | 1  | Asmir Begović      |  |     |     |
|                      | 3  | Ermin Bičakčić     |  |     |     |
|                      | 4  | Emir Spahić        |  |     | 63e |
|                      | 5  | Sead Kolašinac     |  |     |     |
|                      | 7  | Muhamed Bešić      |  |     |     |
|                      | 8  | Miralem Pjanić     |  |     |     |
|                      | 10 | Zvjezdan Misimović |  | 74e |     |
|                      | 11 | Edin Džeko         |  |     |     |
|                      | 13 | Mensur Mujdža      |  | 69e |     |
|                      | 16 | Senad Lulić        |  |     |     |
|                      | 20 | Izet Hajrović      |  | 71e |     |
| Remplaçants :        |    |                    |  |     |     |
|                      | 9  | Vedad Ibišević     |  | 69e |     |
|                      | 19 | Edin Višća         |  | 71e |     |
|                      | 18 | Haris Medunjanin   |  | 74e |     |
| Sélectionneur :      |    |                    |  |     |     |
| Safet Sušić          |    |                    |  |     |     |

| Assistants : William Torres Juan Zumba Quatrième arbitre : Djamel Haimoudi Cinquième arbitre : Abdelhalk Etchiali Homme du Match : Lionel Messi |

L’Argentine commence sa coupe du monde à Rio de Janeiro face à la nation néophyte de cette compétition : la Bosnie-Herzégovine de Begović, Pjanić, Džeko et Ibišević. Le match commence de la meilleure des manières : sur un coup franc de Lionel Messi, Marcos Rojo place une tête qui est dévié par Kolašinac dans ses propres filets : 1-0. La suite donnera un match vraiment serré, et Lionel Messi doublera la mise après un « une-deux » avec Gonzalo Higuaín et un poteau rentrant, légèrement contré, qui trompe Begović. Mais les bosniens seront récompensés de leurs efforts après un but astucieux de Vedad Ibišević. 2-1 score finale, l’Albiceleste commence sa compétition doucement mais sûrement.

#### Argentine - Iran
| Match 27                                                 | Argentine          | 1 - 0   | Iran | Mineirão, Belo Horizonte                                             |                                                                      |
| 21 juin 2014 · 13:00 (UTC-3) · Historique des rencontres | Lionel Messi 90+1e | (0 - 0) |      | Spectateurs : 57 698 · Arbitrage : Milorad Mažić · Photos du match · | Spectateurs : 57 698 · Arbitrage : Milorad Mažić · Photos du match · |
| 21 juin 2014 · 13:00 (UTC-3) · Historique des rencontres | Rapport            |         |      | Spectateurs : 57 698 · Arbitrage : Milorad Mažić · Photos du match · | Spectateurs : 57 698 · Arbitrage : Milorad Mažić · Photos du match · |

| Argentine | Iran |

| ARGENTINE :       |    |                    |  |       |
|                   |    |                    |  |       |
| Gardien de but    | 1  | Sergio Romero      |  |       |
|                   | 4  | Pablo Zabaleta     |  |       |
|                   | 17 | Federico Fernández |  |       |
|                   | 2  | Ezequiel Garay     |  |       |
|                   | 16 | Marcos Rojo        |  |       |
|                   | 5  | Fernando Gago      |  |       |
|                   | 14 | Javier Mascherano  |  |       |
|                   | 7  | Ángel Di María     |  | 90+3e |
|                   | 10 | Lionel Messi       |  |       |
|                   | 9  | Gonzalo Higuaín    |  | 77e   |
|                   | 20 | Sergio Agüero      |  | 77e   |
| Remplaçants :     |    |                    |  |       |
|                   | 18 | Rodrigo Palacio    |  | 77e   |
|                   | 22 | Ezequiel Lavezzi   |  | 77e   |
|                   | 6  | Lucas Biglia       |  | 90+3e |
| Sélectionneur :   |    |                    |  |       |
| Alejandro Sabella |    |                    |  |       |

| IRAN :          |    |                     |  |     |     |
|                 |    |                     |  |     |     |
| Gardien de but  | 12 | Alireza Haghighi    |  |     |     |
|                 | 4  | Jalal Hosseini      |  |     |     |
|                 | 5  | Amir Hossein Sadeqi |  |     |     |
|                 | 15 | Pejman Montazeri    |  |     |     |
|                 | 23 | Mehrdad Pooladi     |  |     |     |
|                 | 14 | Andranik Teymourian |  |     |     |
|                 | 6  | Javad Nekounam      |  |     | 53e |
|                 | 21 | Ashkan Dejagah      |  | 85e |     |
|                 | 7  | Masoud Shojaei      |  | 77e | 73e |
|                 | 3  | Ehsan Hajsafi       |  | 88e |     |
|                 | 16 | Reza Ghoochannejhad |  |     |     |
| Remplaçants :   |    |                     |  |     |     |
|                 | 2  | Khosro Heydari      |  | 77e |     |
|                 | 9  | Alireza Jahanbakhsh |  | 85e |     |
|                 | 8  | Reza Haghighi       |  | 88e |     |
| Sélectionneur : |    |                     |  |     |     |
| Carlos Queiroz  |    |                     |  |     |     |

| Assistants : Milovan Ristić Dalibor Đurđević Quatrième arbitre : Norbert Hauata Cinquième arbitre : Aden Range Homme du Match : Lionel Messi |

L’Argentine continue sa marche à Belo Horizonte face à l’Iran, emmené par l’entraîneur Carlos Queiroz. Les pronostics de ce match voient une victoire sud-américaine de haute volée. Le match donnera un tout autre scénario. L’Iran, via un bloc défensif très bien organisé, résiste aux assauts argentin mené par Messi, Di Maria, Agüero et Higuaín. De même les occasions viennent pour les deux camps : quand l’Albiceleste butte face a Haghighi, Ghoochanneijhad se heurte à un très bon Sergio Romero. Mais dans les dernières minutes, Messi exprime son talent et, d’une frappe superbement bien enroulé, ouvre le score dans les arrêts de jeu. L’Argentine poussive gagne mais inquiète.

#### Nigeria - Argentine
| Match 43                                                 | Nigeria           | 2 - 3   | Argentine                               | Stade José-Pinheiro-Borda, Porto Alegre                               |                                                                       |
| 25 juin 2014 · 13:00 (UTC-3) · Historique des rencontres | Ahmed Musa 4e 47e | (1 - 2) | 3e 45+1e Lionel Messi · 50e Marcos Rojo | Spectateurs : 43 285 · Arbitrage : Nicola Rizzoli · Photos du match · | Spectateurs : 43 285 · Arbitrage : Nicola Rizzoli · Photos du match · |
| 25 juin 2014 · 13:00 (UTC-3) · Historique des rencontres | rapport           |         |                                         | Spectateurs : 43 285 · Arbitrage : Nicola Rizzoli · Photos du match · | Spectateurs : 43 285 · Arbitrage : Nicola Rizzoli · Photos du match · |

| Nigeria | Argentine |

| NIGERIA :       |    |                  |  |     |     |
|                 |    |                  |  |     |     |
| Gardien de but  | 1  | Vincent Enyeama  |  |     |     |
|                 | 2  | Joseph Yobo      |  |     |     |
|                 | 5  | Efe Ambrose      |  |     |     |
|                 | 7  | Ahmed Musa       |  |     |     |
|                 | 8  | Peter Odemwingie |  | 80e |     |
|                 | 9  | Emmanuel Emenike |  |     |     |
|                 | 10 | John Obi Mikel   |  |     |     |
|                 | 13 | Juwon Oshaniwa   |  |     | 51e |
|                 | 17 | Ogenyi Onazi     |  |     |     |
|                 | 18 | Michel Babatunde |  | 66e |     |
|                 | 22 | Kenneth Omeruo   |  |     | 49e |
| Remplaçants :   |    |                  |  |     |     |
|                 | 19 | Uche Nwofor      |  | 80e |     |
|                 | 20 | Michael Uchebo   |  | 66e |     |
| Sélectionneur : |    |                  |  |     |     |
| Stephen Keshi   |    |                  |  |     |     |

| ARGENTINE :       |    |                         |  |       |
|                   |    |                         |  |       |
| Gardien de but    | 1  | Sergio Romero           |  |       |
|                   | 2  | Ezequiel Garay          |  |       |
|                   | 4  | Pablo Zabaleta          |  |       |
|                   | 5  | Fernando Gago           |  |       |
|                   | 7  | Ángel Di María          |  |       |
|                   | 9  | Gonzalo Higuaín         |  | 90+1e |
|                   | 10 | Lionel Messi            |  | 63e   |
|                   | 14 | Javier Mascherano       |  |       |
|                   | 16 | Marcos Rojo             |  |       |
|                   | 17 | Federico Fernández      |  |       |
|                   | 20 | Sergio Agüero           |  | 38e   |
| Remplaçants :     |    |                         |  |       |
|                   | 19 | Ricardo Gabriel Álvarez |  | 63e   |
|                   | 22 | Ezequiel Lavezzi        |  | 38e   |
|                   | 6  | Lucas Biglia            |  | 90+1e |
| Sélectionneur :   |    |                         |  |       |
| Alejandro Sabella |    |                         |  |       |

| Assistants : Renato Faverani Andrea Stefani Quatrième arbitre : Svein Oddvar Moen Cinquième arbitre : Kim Haglund Homme du Match : Lionel Messi |

À Porto Alegre, les argentins (déjà qualifiés) affrontent le Nigeria pour la 4ème fois de l’histoire en Coupe du monde. Le calme d’être déjà en huitièmes de finales n’influe pas l’Albiceleste qui ouvre le score dès la 3ème minute par l’intermédiaire de La Pulga. Mais une minute après le Nigeria égalise d’une superbe frappe de Musa. Par la suite Vincent Enyeama se montre excellent. Mais le portier du LOSC est battu juste avant la mi-temps par un coup franc de Lionel Messi. Dès l’entame de la seconde mi-temps, Musa se fend dans une défense argentine endormie et marque lui aussi un doublé. 4 minutes plus tard, l’Argentine reprend encore l’avantage par l’intermédiaire de Marcos Rojo. Le score n’évoluera, l’Argentine gagne en montrant enfin de belles choses.

### Huitième de finale

#### Argentine - Suisse
| 1er juillet 2014                          | Argentine           | 1 - 0 a. p. | Suisse | Arena Corinthians, São Paulo                                          |                                                                       |
| 13:00 (UTC-3) · Historique des rencontres | Ángel Di María 118e | (0 - 0)     |        | Spectateurs : 63 255 · Arbitrage : Jonas Eriksson · Photos du match · | Spectateurs : 63 255 · Arbitrage : Jonas Eriksson · Photos du match · |
| 13:00 (UTC-3) · Historique des rencontres | rapport             |             |        | Spectateurs : 63 255 · Arbitrage : Jonas Eriksson · Photos du match · | Spectateurs : 63 255 · Arbitrage : Jonas Eriksson · Photos du match · |

| Argentine | Suisse |

| Argentine :       |    |                    |  |        |        |
|                   |    |                    |  |        |        |
| Gardien de but    | 1  | Sergio Romero      |  |        |        |
|                   | 2  | Ezequiel Garay     |  |        | 120+4e |
|                   | 4  | Pablo Zabaleta     |  |        |        |
|                   | 5  | Fernando Gago      |  | 106e   |        |
|                   | 7  | Ángel Di María     |  |        | 120e   |
|                   | 9  | Gonzalo Higuaín    |  |        |        |
|                   | 10 | Lionel Messi       |  |        |        |
|                   | 14 | Javier Mascherano  |  |        |        |
|                   | 16 | Marcos Rojo        |  | 105+1e | 90e    |
|                   | 17 | Federico Fernández |  |        |        |
|                   | 22 | Ezequiel Lavezzi   |  | 74e    |        |
| Remplaçants :     |    |                    |  |        |        |
|                   | 18 | Rodrigo Palacio    |  | 74e    |        |
|                   | 23 | José María Basanta |  | 105+1e |        |
|                   | 6  | Lucas Biglia       |  | 106e   |        |
| Sélectionneur :   |    |                    |  |        |        |
| Alejandro Sabella |    |                    |  |        |        |

| Suisse :        |    |                      |     |      |     |     |
|                 |    |                      |     |      |     |     |
| Gardien de but  | 1  | Diego Benaglio       |     |      |     |     |
|                 | 2  | Stephan Lichtsteiner |     |      |     |     |
|                 | 8  | Gökhan Inler         |     |      |     |     |
|                 | 10 | Granit Xhaka         |     |      | 66e | 36e |
|                 | 11 | Valon Behrami        |     |      |     |     |
|                 | 13 | Ricardo Rodríguez    |     |      |     |     |
|                 | 18 | Admir Mehmedi        |     | 113e |     |     |
|                 | 19 | Josip Drmić          |     | 82e  |     |     |
|                 | 20 | Johan Djourou        |     |      |     |     |
|                 | 22 | Fabian Schär         |     |      |     |     |
|                 | 23 | Xherdan Shaqiri      |     |      |     |     |
| Remplaçants :   |    |                      |     |      |     |     |
|                 | 16 | Gelson Fernandes     | 73e | 66e  |     |     |
|                 | 9  | Haris Seferović      |     | 82e  |     |     |
|                 | 15 | Blerim Džemaili      |     | 113e |     |     |
| Sélectionneur : |    |                      |     |      |     |     |
| Ottmar Hitzfeld |    |                      |     |      |     |     |

| Assistants : Mathias Klasenius Daniel Wärnmark Quatrième arbitre : Svein Oddvar Moen Cinquième arbitre : Kim Haglund Homme du Match : Lionel Messi |

### Quart de finale

#### Argentine - Belgique
| 5 juillet 2014                            | Argentine          | 1 - 0   | Belgique | Stade national de Brasilia Mané Garrincha, Brasilia                   |                                                                       |
| 13:00 (UTC-3) · Historique des rencontres | Gonzalo Higuaín 8e | (1 - 0) |          | Spectateurs : 68 551 · Arbitrage : Nicola Rizzoli · Photos du match · | Spectateurs : 68 551 · Arbitrage : Nicola Rizzoli · Photos du match · |
| 13:00 (UTC-3) · Historique des rencontres | rapport            |         |          | Spectateurs : 68 551 · Arbitrage : Nicola Rizzoli · Photos du match · | Spectateurs : 68 551 · Arbitrage : Nicola Rizzoli · Photos du match · |

| Argentine | Belgique |

| Argentine :       |    |                    |  |     |     |
|                   |    |                    |  |     |     |
| Gardien de but    | 1  | Sergio Romero      |  |     |     |
|                   | 2  | Ezequiel Garay     |  |     |     |
|                   | 4  | Pablo Zabaleta     |  |     |     |
|                   | 6  | Lucas Biglia       |  |     | 75e |
|                   | 7  | Ángel Di María     |  | 33e |     |
|                   | 9  | Gonzalo Higuaín    |  | 81e |     |
|                   | 10 | Lionel Messi       |  |     |     |
|                   | 14 | Javier Mascherano  |  |     |     |
|                   | 15 | Martín Demichelis  |  |     |     |
|                   | 22 | Ezequiel Lavezzi   |  | 71e |     |
|                   | 23 | José María Basanta |  |     |     |
| Remplaçants :     |    |                    |  |     |     |
|                   | 8  | Enzo Pérez         |  | 33e |     |
|                   | 5  | Fernando Gago      |  | 81e |     |
|                   | 18 | Rodrigo Palacio    |  | 71e |     |
| Sélectionneur :   |    |                    |  |     |     |
| Alejandro Sabella |    |                    |  |     |     |

| Belgique :      |    |                   |  |     |     |
|                 |    |                   |  |     |     |
| Gardien de but  | 1  | Thibaut Courtois  |  |     |     |
|                 | 2  | Toby Alderweireld |  |     | 68e |
|                 | 4  | Vincent Kompany   |  |     |     |
|                 | 5  | Jan Vertonghen    |  |     |     |
|                 | 6  | Axel Witsel       |  |     |     |
|                 | 7  | Kevin De Bruyne   |  |     |     |
|                 | 8  | Marouane Fellaini |  |     |     |
|                 | 10 | Eden Hazard       |  | 75e | 53e |
|                 | 17 | Divock Origi      |  | 59e |     |
|                 | 15 | Daniel Van Buyten |  |     |     |
|                 | 11 | Kevin Mirallas    |  | 60e |     |
| Remplaçants :   |    |                   |  |     |     |
|                 | 22 | Nacer Chadli      |  | 75e |     |
|                 | 9  | Romelu Lukaku     |  | 59e |     |
|                 | 14 | Dries Mertens     |  | 60e |     |
| Sélectionneur : |    |                   |  |     |     |
| Marc Wilmots    |    |                   |  |     |     |

| Assistants : Renato Faverani Andrea Stefani Quatrième arbitre : Ben Williams Cinquième arbitre : Matthew Cream Homme du Match : Gonzalo Higuaín |

### Demi-finale

#### Pays-Bas - Argentine
| 9 juillet 2014                            | Pays-Bas                         | 0 - 0 a. p.       | Argentine                          | Arena Corinthians, São Paulo                 |                                              |
| 17:00 (UTC-3) · Historique des rencontres |                                  | (0 - 0)           |                                    | Arbitrage : Cüneyt Çakır · Photos du match · | Arbitrage : Cüneyt Çakır · Photos du match · |
| 17:00 (UTC-3) · Historique des rencontres | rapport                          |                   |                                    | Arbitrage : Cüneyt Çakır · Photos du match · | Arbitrage : Cüneyt Çakır · Photos du match · |
| 17:00 (UTC-3) · Historique des rencontres | Vlaar · Robben · Sneijder · Kuyt | Tirs au but 2 - 4 | Messi · Garay · Agüero · Rodríguez | Arbitrage : Cüneyt Çakır · Photos du match · | Arbitrage : Cüneyt Çakır · Photos du match · |

| Pays-Bas | Argentine |

| Pays-Bas :      |    |                     |  |     |      |
|                 |    |                     |  |     |      |
| Gardien de but  | 1  | Jasper Cillessen    |  |     |      |
|                 | 3  | Stefan de Vrij      |  |     |      |
|                 | 2  | Ron Vlaar           |  |     |      |
|                 | 4  | Bruno Martins Indi  |  | 46e | 45e  |
|                 | 15 | Dirk Kuyt           |  |     |      |
|                 | 5  | Daley Blind         |  |     |      |
|                 | 6  | Nigel de Jong       |  | 62e |      |
|                 | 20 | Georginio Wijnaldum |  |     |      |
|                 | 10 | Wesley Sneijder     |  |     |      |
|                 | 11 | Arjen Robben        |  |     |      |
|                 | 9  | Robin van Persie    |  | 96e |      |
| Remplaçants :   |    |                     |  |     |      |
|                 | 7  | Daryl Janmaat       |  | 46e |      |
|                 | 16 | Jordy Clasie        |  | 62e |      |
|                 | 19 | Klaas-Jan Huntelaar |  | 96e | 105e |
| Sélectionneur : |    |                     |  |     |      |
| Louis van Gaal  |    |                     |  |     |      |

| Argentine :       |    |                   |     |      |
|                   |    |                   |     |      |
| Gardien de but    | 1  | Sergio Romero     |     |      |
|                   | 4  | Pablo Zabaleta    |     |      |
|                   | 15 | Martín Demichelis | 49e |      |
|                   | 2  | Ezequiel Garay    |     |      |
|                   | 16 | Marcos Rojo       |     |      |
|                   | 6  | Lucas Biglia      |     |      |
|                   | 14 | Javier Mascherano |     |      |
|                   | 8  | Enzo Pérez        |     | 81e  |
|                   | 10 | Lionel Messi      |     |      |
|                   | 9  | Gonzalo Higuaín   |     | 82e  |
|                   | 22 | Ezequiel Lavezzi  |     | 101e |
| Remplaçants :     |    |                   |     |      |
|                   | 18 | Rodrigo Palacio   |     | 81e  |
|                   | 20 | Sergio Agüero     |     | 82e  |
|                   | 11 | Maxi Rodríguez    |     | 101e |
| Sélectionneur :   |    |                   |     |      |
| Alejandro Sabella |    |                   |     |      |

| Assistants : Bahattin Duran Tarık Ongun Quatrième arbitre : Jonas Eriksson Cinquième arbitre : Mathias Klasenius Homme du Match : Sergio Romero |

### Finale

#### Allemagne - Argentine
| Finale                                                      | Allemagne                          | 1 - 0 a. p. | Argentine | Stade Maracanã, Rio de Janeiro                                        |                                                                       |
| 13 juillet 2014 · 16:00 (UTC-3) · Historique des rencontres | ( André Schürrle) Mario Götze 113e | (0 - 0)     |           | Spectateurs : 74 738 · Arbitrage : Nicola Rizzoli · Photos du match · | Spectateurs : 74 738 · Arbitrage : Nicola Rizzoli · Photos du match · |
| 13 juillet 2014 · 16:00 (UTC-3) · Historique des rencontres | Rapport                            |             |           | Spectateurs : 74 738 · Arbitrage : Nicola Rizzoli · Photos du match · | Spectateurs : 74 738 · Arbitrage : Nicola Rizzoli · Photos du match · |

| Allemagne | Argentine |

| Allemagne :     |    |                        |  |      |     |
|                 |    |                        |  |      |     |
| Gardien de but  | 1  | Manuel Neuer           |  |      |     |
|                 | 4  | Benedikt Höwedes       |  |      | 34e |
|                 | 5  | Mats Hummels           |  |      |     |
|                 | 23 | Christoph Kramer       |  | 31e  |     |
|                 | 7  | Bastian Schweinsteiger |  |      | 29e |
|                 | 8  | Mesut Özil             |  | 120e |     |
|                 | 11 | Miroslav Klose         |  | 88e  |     |
|                 | 13 | Thomas Müller          |  |      |     |
|                 | 16 | Philipp Lahm           |  |      |     |
|                 | 18 | Toni Kroos             |  |      |     |
|                 | 20 | Jérôme Boateng         |  |      |     |
| Remplaçants :   |    |                        |  |      |     |
|                 | 9  | André Schürrle         |  | 31e  |     |
|                 | 19 | Mario Götze            |  | 88e  |     |
|                 | 17 | Per Mertesacker        |  | 120e |     |
| Sélectionneur : |    |                        |  |      |     |
| Joachim Löw     |    |                        |  |      |     |

| Argentine :       |    |                   |  |     |     |
|                   |    |                   |  |     |     |
| Gardien de but    | 1  | Sergio Romero     |  |     |     |
|                   | 2  | Ezequiel Garay    |  |     |     |
|                   | 4  | Pablo Zabaleta    |  |     |     |
|                   | 6  | Lucas Biglia      |  |     |     |
|                   | 8  | Enzo Pérez        |  | 86e |     |
|                   | 9  | Gonzalo Higuaín   |  | 78e |     |
|                   | 14 | Javier Mascherano |  |     | 64e |
|                   | 15 | Martín Demichelis |  |     |     |
|                   | 10 | Lionel Messi      |  |     |     |
|                   | 16 | Marcos Rojo       |  |     |     |
|                   | 22 | Ezequiel Lavezzi  |  | 46e |     |
| Remplaçants :     |    |                   |  |     |     |
|                   | 20 | Sergio Agüero     |  | 46e |     |
|                   | 18 | Rodrigo Palacio   |  | 78e |     |
|                   | 5  | Fernando Gago     |  | 86e | 65e |
| Sélectionneur :   |    |                   |  |     |     |
| Alejandro Sabella |    |                   |  |     |     |

| Assistants : Renato Faverini Andrea Stefani Quatrième arbitre : Carlos Vera Cinquième arbitre : Christian Lescano Homme du match : Mario Götze |

## Statistiques

### Temps de jeu
| Joueur             |          |          |          |          |          |          |          | TT       | But inscrit | MJ       | MT       | Légende |
| ------------------ | -------- | -------- | -------- | -------- | -------- | -------- | -------- | -------- | ----------- | -------- | -------- | --- |
| Gardiens           | Gardiens | Gardiens | Gardiens | Gardiens | Gardiens | Gardiens | Gardiens | Gardiens | Gardiens    | Gardiens | Gardiens | Abréviations et symboles : · TT : Total de minutes jouées · MJ : Nombre de matchs joués · MT : Matchs joués en tant que titulaire · : but · : joueur entré · : joueur remplacé · : capitaine · : carton jaune · : carton rouge |
| Sergio Romero      | 90       | 90       | 90       | 120      |          |          |          |          |             |          |          | Abréviations et symboles : · TT : Total de minutes jouées · MJ : Nombre de matchs joués · MT : Matchs joués en tant que titulaire · : but · : joueur entré · : joueur remplacé · : capitaine · : carton jaune · : carton rouge |
| Mariano Andújar    | 0        | 0        | 0        | 0        |          |          |          |          |             |          |          | Abréviations et symboles : · TT : Total de minutes jouées · MJ : Nombre de matchs joués · MT : Matchs joués en tant que titulaire · : but · : joueur entré · : joueur remplacé · : capitaine · : carton jaune · : carton rouge |
| Agustín Orión      | 0        | 0        | 0        | 0        |          |          |          |          |             |          |          | Abréviations et symboles : · TT : Total de minutes jouées · MJ : Nombre de matchs joués · MT : Matchs joués en tant que titulaire · : but · : joueur entré · : joueur remplacé · : capitaine · : carton jaune · : carton rouge |
| Défenseurs         |          |          |          |          |          |          |          |          |             |          |          | Abréviations et symboles : · TT : Total de minutes jouées · MJ : Nombre de matchs joués · MT : Matchs joués en tant que titulaire · : but · : joueur entré · : joueur remplacé · : capitaine · : carton jaune · : carton rouge |
| Martín Demichelis  | 0        | 0        | 0        | 0        |          |          |          |          |             |          |          | Abréviations et symboles : · TT : Total de minutes jouées · MJ : Nombre de matchs joués · MT : Matchs joués en tant que titulaire · : but · : joueur entré · : joueur remplacé · : capitaine · : carton jaune · : carton rouge |
| Pablo Zabaleta     | 90       | 90       | 90       | 120      |          |          |          |          |             |          |          | Abréviations et symboles : · TT : Total de minutes jouées · MJ : Nombre de matchs joués · MT : Matchs joués en tant que titulaire · : but · : joueur entré · : joueur remplacé · : capitaine · : carton jaune · : carton rouge |
| Federico Fernández | 90       | 90       | 90       | 120      |          |          |          |          |             |          |          | Abréviations et symboles : · TT : Total de minutes jouées · MJ : Nombre de matchs joués · MT : Matchs joués en tant que titulaire · : but · : joueur entré · : joueur remplacé · : capitaine · : carton jaune · : carton rouge |
| Marcos Rojo        | 90       | 90       | 90       | 105      |          |          |          |          |             |          |          | Abréviations et symboles : · TT : Total de minutes jouées · MJ : Nombre de matchs joués · MT : Matchs joués en tant que titulaire · : but · : joueur entré · : joueur remplacé · : capitaine · : carton jaune · : carton rouge |
| Ezequiel Garay     | 90       | 90       | 90       | 120      |          |          |          |          |             |          |          | Abréviations et symboles : · TT : Total de minutes jouées · MJ : Nombre de matchs joués · MT : Matchs joués en tant que titulaire · : but · : joueur entré · : joueur remplacé · : capitaine · : carton jaune · : carton rouge |
| Hugo Campagnaro    | 45       | 0        | 0        | 0        |          |          |          |          |             |          |          | Abréviations et symboles : · TT : Total de minutes jouées · MJ : Nombre de matchs joués · MT : Matchs joués en tant que titulaire · : but · : joueur entré · : joueur remplacé · : capitaine · : carton jaune · : carton rouge |
| José María Basanta | 0        | 0        | 0        | 15       |          |          |          |          |             |          |          | Abréviations et symboles : · TT : Total de minutes jouées · MJ : Nombre de matchs joués · MT : Matchs joués en tant que titulaire · : but · : joueur entré · : joueur remplacé · : capitaine · : carton jaune · : carton rouge |
| Milieux            |          |          |          |          |          |          |          |          |             |          |          | Abréviations et symboles : · TT : Total de minutes jouées · MJ : Nombre de matchs joués · MT : Matchs joués en tant que titulaire · : but · : joueur entré · : joueur remplacé · : capitaine · : carton jaune · : carton rouge |
| Enzo Pérez         | 0        | 0        | 0        | 0        |          |          |          |          |             |          |          | Abréviations et symboles : · TT : Total de minutes jouées · MJ : Nombre de matchs joués · MT : Matchs joués en tant que titulaire · : but · : joueur entré · : joueur remplacé · : capitaine · : carton jaune · : carton rouge |
| Javier Mascherano  | 90       | 90       | 90       | 120      |          |          |          |          |             |          |          | Abréviations et symboles : · TT : Total de minutes jouées · MJ : Nombre de matchs joués · MT : Matchs joués en tant que titulaire · : but · : joueur entré · : joueur remplacé · : capitaine · : carton jaune · : carton rouge |
| Maxi Rodríguez     | 45       | 0        | 0        | 0        |          |          |          |          |             |          |          | Abréviations et symboles : · TT : Total de minutes jouées · MJ : Nombre de matchs joués · MT : Matchs joués en tant que titulaire · : but · : joueur entré · : joueur remplacé · : capitaine · : carton jaune · : carton rouge |
| Fernando Gago      | 45       | 90       | 90       | 106      |          |          |          |          |             |          |          | Abréviations et symboles : · TT : Total de minutes jouées · MJ : Nombre de matchs joués · MT : Matchs joués en tant que titulaire · : but · : joueur entré · : joueur remplacé · : capitaine · : carton jaune · : carton rouge |
| Lucas Biglia       | 3        | 1        | 1        | 14       |          |          |          |          |             |          |          | Abréviations et symboles : · TT : Total de minutes jouées · MJ : Nombre de matchs joués · MT : Matchs joués en tant que titulaire · : but · : joueur entré · : joueur remplacé · : capitaine · : carton jaune · : carton rouge |
| Augusto Fernández  | 0        | 0        | 0        | 0        |          |          |          |          |             |          |          | Abréviations et symboles : · TT : Total de minutes jouées · MJ : Nombre de matchs joués · MT : Matchs joués en tant que titulaire · : but · : joueur entré · : joueur remplacé · : capitaine · : carton jaune · : carton rouge |
| Ricardo Álvarez    | 0        | 0        | 27       | 0        |          |          |          |          |             |          |          | Abréviations et symboles : · TT : Total de minutes jouées · MJ : Nombre de matchs joués · MT : Matchs joués en tant que titulaire · : but · : joueur entré · : joueur remplacé · : capitaine · : carton jaune · : carton rouge |
| Attaquants         |          |          |          |          |          |          |          |          |             |          |          | Abréviations et symboles : · TT : Total de minutes jouées · MJ : Nombre de matchs joués · MT : Matchs joués en tant que titulaire · : but · : joueur entré · : joueur remplacé · : capitaine · : carton jaune · : carton rouge |
| Lionel Messi       | 90       | 90       | 63       | 120      |          |          |          |          |             |          |          | Abréviations et symboles : · TT : Total de minutes jouées · MJ : Nombre de matchs joués · MT : Matchs joués en tant que titulaire · : but · : joueur entré · : joueur remplacé · : capitaine · : carton jaune · : carton rouge |
| Sergio Agüero      | 87       | 77       | 38       | 0        |          |          |          |          |             |          |          | Abréviations et symboles : · TT : Total de minutes jouées · MJ : Nombre de matchs joués · MT : Matchs joués en tant que titulaire · : but · : joueur entré · : joueur remplacé · : capitaine · : carton jaune · : carton rouge |
| Ángel Di María     | 90       | 90       | 90       | 120      |          |          |          |          |             |          |          | Abréviations et symboles : · TT : Total de minutes jouées · MJ : Nombre de matchs joués · MT : Matchs joués en tant que titulaire · : but · : joueur entré · : joueur remplacé · : capitaine · : carton jaune · : carton rouge |
| Gonzalo Higuaín    | 45       | 77       | 90       | 120      |          |          |          |          |             |          |          | Abréviations et symboles : · TT : Total de minutes jouées · MJ : Nombre de matchs joués · MT : Matchs joués en tant que titulaire · : but · : joueur entré · : joueur remplacé · : capitaine · : carton jaune · : carton rouge |
| Ezequiel Lavezzi   | 0        | 13       | 52       | 74       |          |          |          |          |             |          |          | Abréviations et symboles : · TT : Total de minutes jouées · MJ : Nombre de matchs joués · MT : Matchs joués en tant que titulaire · : but · : joueur entré · : joueur remplacé · : capitaine · : carton jaune · : carton rouge |
| Rodrigo Palacio    | 0        | 13       | 0        | 16       |          |          |          |          |             |          |          | Abréviations et symboles : · TT : Total de minutes jouées · MJ : Nombre de matchs joués · MT : Matchs joués en tant que titulaire · : but · : joueur entré · : joueur remplacé · : capitaine · : carton jaune · : carton rouge |

| Buts | Joueurs | Adversaires |
| ---- | ------- | ----------- |
|      |         |             |
|      |         |             |

| Buts | Joueurs | Adversaires |
| ---- | ------- | ----------- |
|      |         |             |
|      |         |             |